# Książęta opolsko-raciborscy
Książęta opolsko-raciborscy – władcy księstwa opolsko-raciborskiego oraz księstwa bytomskiego.

## Księstwo opolsko-raciborskie
- 1163–1211 – Mieszko I Plątonogi (stryj, syn Władysława II Wygnańca, od 1163 współrządca Śląska, od * 1173 książę raciborski, od 1177 w Bytomiu i Oświęcimiu, od 1202 w Opolu, od 1210 książę krakowski)

- 1211–1229/30 – Kazimierz I (syn)

- 1229/30–1246 – Mieszko II Otyły (syn, 1229/30-1239 okres regencji, od 1239 samodzielne rządy)

- 1229/30–1238 – Henryk I Brodaty (bratanek Mieszka I, regent)
- 1229/30–1239 – Wiola Bułgarka (żona Kazimierza I, regentka), 1246-1251 księżna cieszyńska
- 1238–1239 – Henryk II Pobożny (syn, regent)

- 1239–1281/2 – Władysław (syn Kazimierza I, 1239-1244 książę kaliski (opieka Henryka II Pobożnego do 1241), do 1249 w Rudzie Wielkopolskiej (1244–1246 samodzielny książę rudzki), od 1239 formalny współrządca opolsko-raciborski, od 1246 samodzielny książę opolsko-raciborski)

1281/1282 – podział księstwa:
- Przemysław i Mieszko – otrzymują wspólnie m.in. księstwo raciborskie, cieszyńskie i oświęcimskie. W 1290 dokonują kolejnego podziału:
  - Przemysław – księstwo raciborskie  Osobny artykuł: Książęta raciborscy.
  - Mieszko – księstwo oświęcimskie i cieszyńskie  Osobny artykuł: Książęta cieszyńscy.
- Bolko I opolski i Kazimierz – otrzymują wspólnie księstwo opolskie i bytomskie. W 1284 dokonują oni kolejnego podziału:
  - Kazimierz – księstwo bytomskie
  - Bolko I – księstwo opolskie  Osobny artykuł: Książęta opolscy.

## Księstwo bytomskie
- 1284–1312 – Kazimierz (syn Władysława, od 1280/1 w wyniku podziału z bratem Bolkiem I w Bytomiu i Opolu, od 1284 samodzielny książę bytomski, od 1289 lennik króla Czech Wacława II, od 1303 w wyniku podziału z synami strata Koźla i Toszku)

- 1303–1328 – Bolesław (syn, Toszek, od 1321 arcybiskup ostrzyhomski, od 1327 lennik czeski)

- 1303–1352 – Władysław (brat, Koźle do 1334 (potem zastawione książętom raciborskim, a po 1336 w rękach synów Władysława), od 1316 w Bytomiu, 1321–1328 regent w Toszku, od 1327 dziedziczny lennik Czech, od 1328 Toszek i 1328–1337 w Siewierzu (sprzedany ks. cieszyńskim), 1340 – (ok.) 1350 strata Gliwic)

- 1312–1316 – Siemowit (brat, od 1311 koregent ojca, Bytom, usunięty)

- 1312 – (ok.) 1345 – Jerzy (brat, współrządca Władysława)

- 1312–1328 – Mieszko (brat, Siewierz, abdykował, w latach 1328-1334 biskup Nitry, 1334-1344 biskup Veszprému)

- 1340 – (ok.) 1350 – Siemowit (ponownie, Gliwice, lennik czeski)

- 1336 – po 1342 – Kazimierz (syn Władysława, Koźle)

- po 1342–1354 lub 1355 – Bolesław (brat, Koźle, od 1352 w Toszku, Bytomiu, Lublińcu i Gliwicach)

od 1354 lub 1355 – Koźle do książąt oleśnickich
- 1354 lub 1355–1357 – Małgorzata ze Šternberka (żona, oprawa wdowia na Bytomiu)

od 1357 – Bytom do książąt cieszyńskich

## Księstwo opolsko-raciborskiew ramach Królestwa Czech (1521–1742)

### Piastowie
- Jan Dobry 1521–1532, Walenty zmarł i przekazał ziemie Janowi.

### Hohenzollernowie
- Jerzy 1532–1543, Jan zmarł bezpotomnie i dał spadek Jerzemu.
- Jerzy Fryderyk I 1543–1551

### Zapolya
- Jan Zygmunt 1551–1556

### Hohenzollernowie
- Jerzy Fryderyk I 1556–1558 (ponownie)

### Habsburgowie
- Ferdynand I 1558–1564
- Maksymilian I 1564–1576
- Rudolf II 1576–1597

### Batory
- Zygmunt 1597–1598

### Habsburgowie
- Rudolf II 1598–1612 (ponownie)
- Maciej 1612–1619
- Ferdynand II 1619–1622

### Bethlen
- Gábor Bethlen 1622–1623

### Habsburgowie
- Karol 1623–1624 (biskup wrocławski)
- Ferdynand III 1624–1645,

1645 – księstwo przekazane w zastaw królowi polskiemu Władysławowi IV Wazie

### Wazowie
- Władysław IV 1645 (także Król Polski 1632–1648)
- Zygmunt Kazimierz 1645–1647
- Jan II Kazimierz 1648–1649 (także Król Polski 1648-1668)
- Karol Ferdynand I 1649–1655
- Ludwika Maria 1655–1666

1666 – księstwo zwrócone cesarzowi po wykupieniu zastawu.

### Habsburgowie
- Leopold I 1666–1705
- Józef I 1705–1711
- Karol VI 1711–1740
- Maria Teresa 1740–1742

1742 – pokój w Hubertusburgu kończący wojny śląskie przyznaje m.in. ziemie księstwa Prusom.